# Рольова гра у тварин

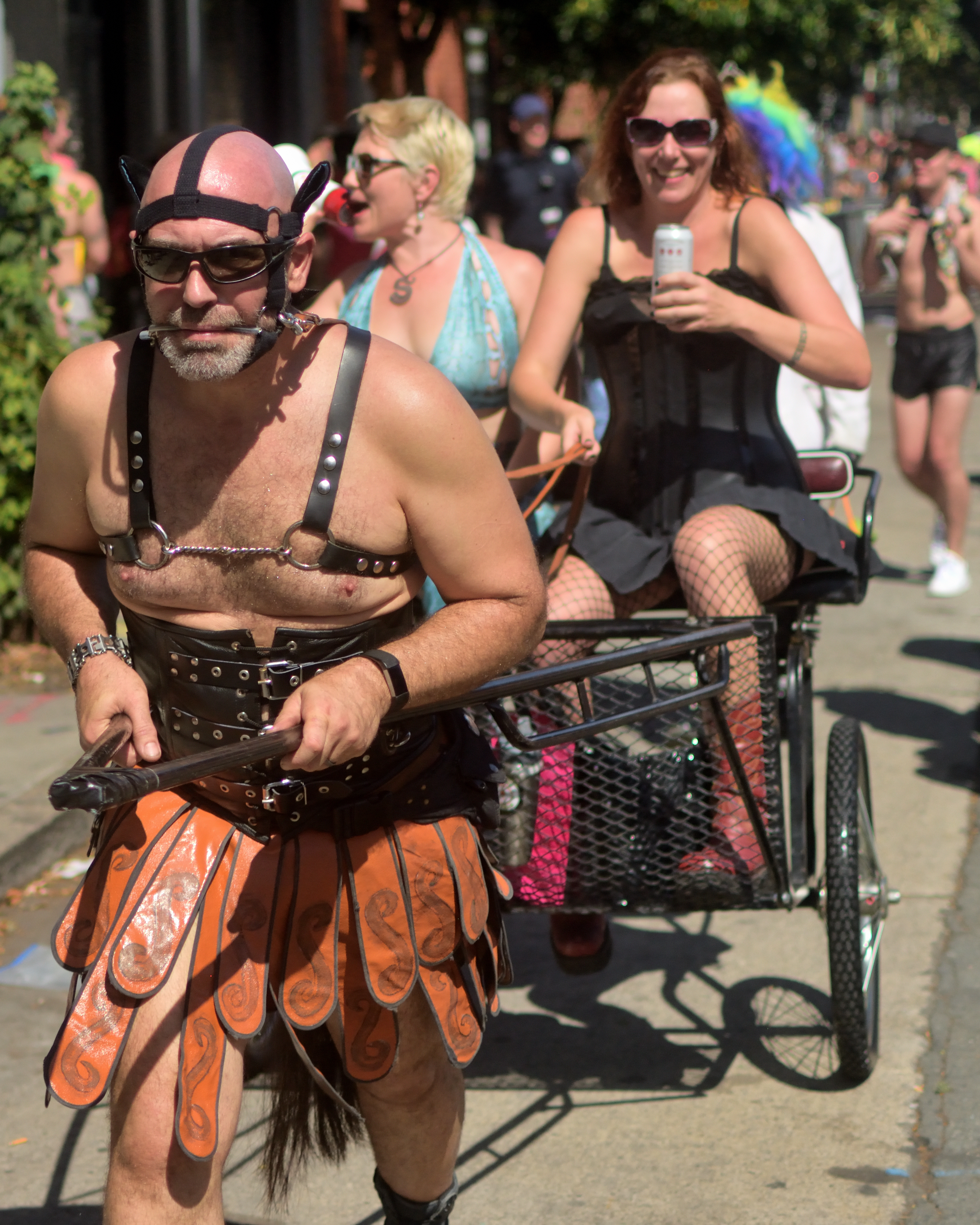
Чоловік-поні тягне свою коханку, що сидить на візку на ярмарку Фолсом-стріт у США, найбільшому у світі фестивалі шкіри та кінку.

Рольова гра у тварин — це форма рольової гри, де принаймні один учасник(-ця) грає роль тварини. Як і в більшості форм рольових, її використання включає гру та психодраму.
Рольові ігри у тварин також репрезентуються в контексті БДСМ, де особа може брати участь у домінуванні/підпорядкуванні, в разі чого до неї ставляться як до тварини. Таку взаємодію часто називають petplay. Однак не всі типи рольових ігор тварин у БДСМ є petplay, і не всі petplay в БДСМ включають рольову гру у тварин. Деякі з них можна назвати первинною грою та вони не мають відношення до фендому фурі.

## Огляд

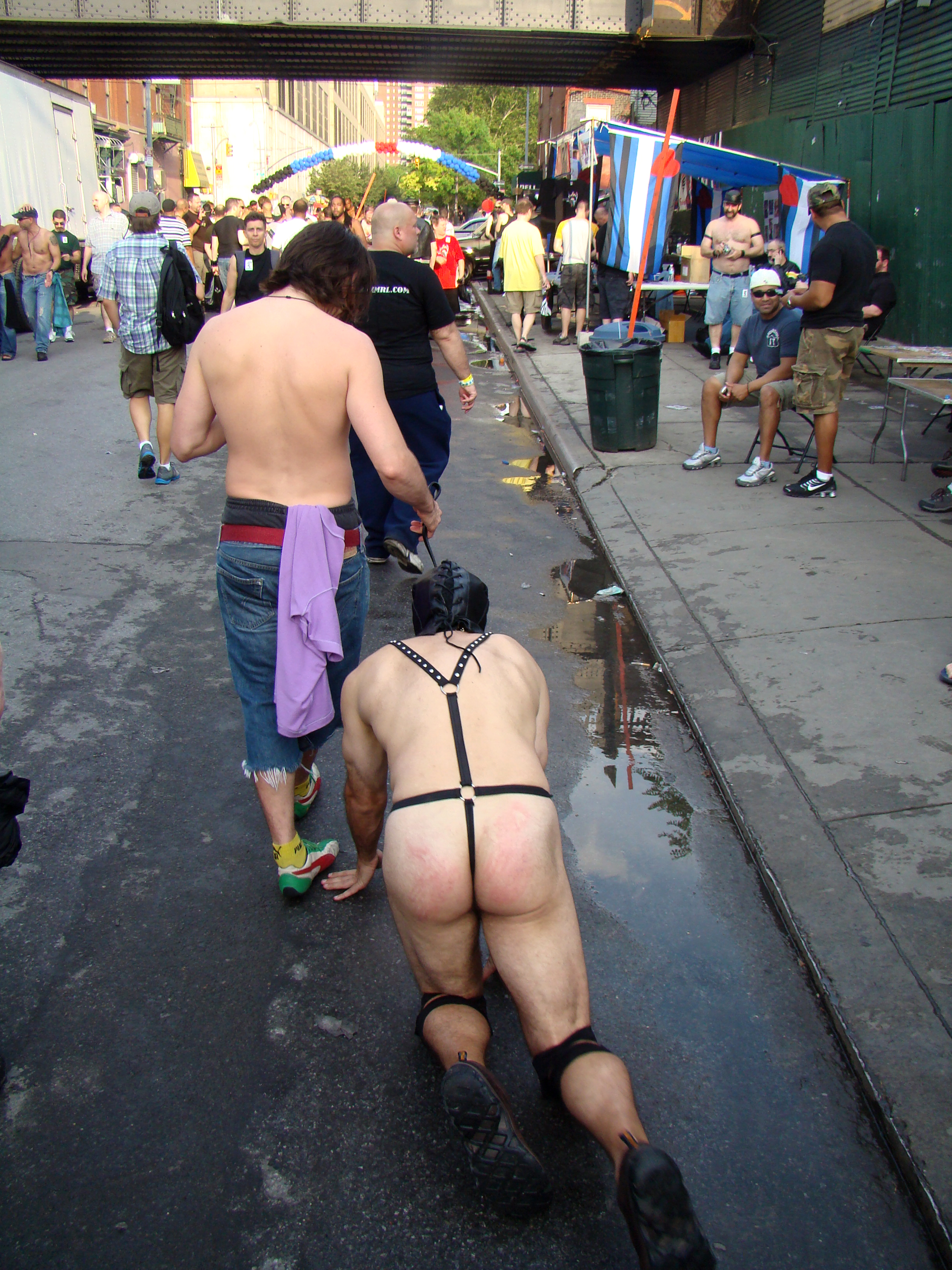
Чоловік повзає, як домашня тварина, на виставці Folsom Street Fair. Його тримають на повідку для собаки.

Витоки рольових ігор у тварин різноманітні, знову ж таки залежно від залучених учасників. Однак на походження, безсумнівно, вплинули костюми, фантастика, міфи та легенди, рольові ігри та психодрама в їхніх різних аспектах. Деякі з найперших опублікованих зображень гри у тварин (особливо гри поні) можна знайти в роботах Джона Віллі, переважно в журналі Bizarre, який виходив з 1946 по 1959 рік.
Деяке обладнання, яке можна використовувати в рольовій грі з тваринами, включає повідець, ланцюг, кляп, шийний комір, збрую, комбінезон, панчохи, анальна пробку, намордник, балетки тощо.

### Культурно-обрядове використання
Рольова гра у тварин без сексуального підтексту була звичною та невід’ємною частиною ритуалів у багатьох племінних культурах як у доісторичні часи, так і дотепер. Член (або члени) племені приймав фізично та часто духовно роль тварини, яку або шанували, або впольовували. Прикладами першого є багато племен американських індіанців і корінне населення Арктики. Про приклади останнього свідчать наскельні малюнки. У 1911 році Джулія Туелл сфотографувала останній Танець Тварин («Massaum»), який виконували північні шайєни Монтани.
Гра також іноді використовується в освіті, особливо фізичній як спосіб заохотити людей вправляти тіло незвичайними способами, імітуючи різних тварин.

## Інші форми
Деякі супергерої, героїні та лиходії також містять елементи, пов’язані з грою в домашніх тварин, як-от «Бетмен», «Жінка-кішка», «Пінгвін і Лисиця» від DC Comics, «Тігра» від Marvel, «Людина-вовк» і «Чорний кіт» або навіть Ірена Галліє Настасії Кінскі у фільмі «Люди-кішки» 1982 року і міс Кітті з фільму Брендана Фрейзера «Мавпяча кістка». Усі вони включають в себе тваринні прикмети, набуті людиною. Дехто навіть вважав би інсценування або духовну віру в теріантропію (перевертні, коти-перевертні тощо) як такі, що також підпадають під рольову гру в тварин або гру в трансформації.
П’єса Пітера Шаффера «Equus» 1973 року розповідає історію молодого чоловіка, який має патологічне релігійне захоплення кіньми, але це виглядає ближче до зоофілії, ніж до рольової гри у тварин. У мюзиклі «Кішки» Ендрю Ллойда Веббера 1981 року розповідається про плем’я міських котів, а у 2007 році «Бойовий кінь» використав повнорозмірних ляльок, щоб грати коней на сцені.

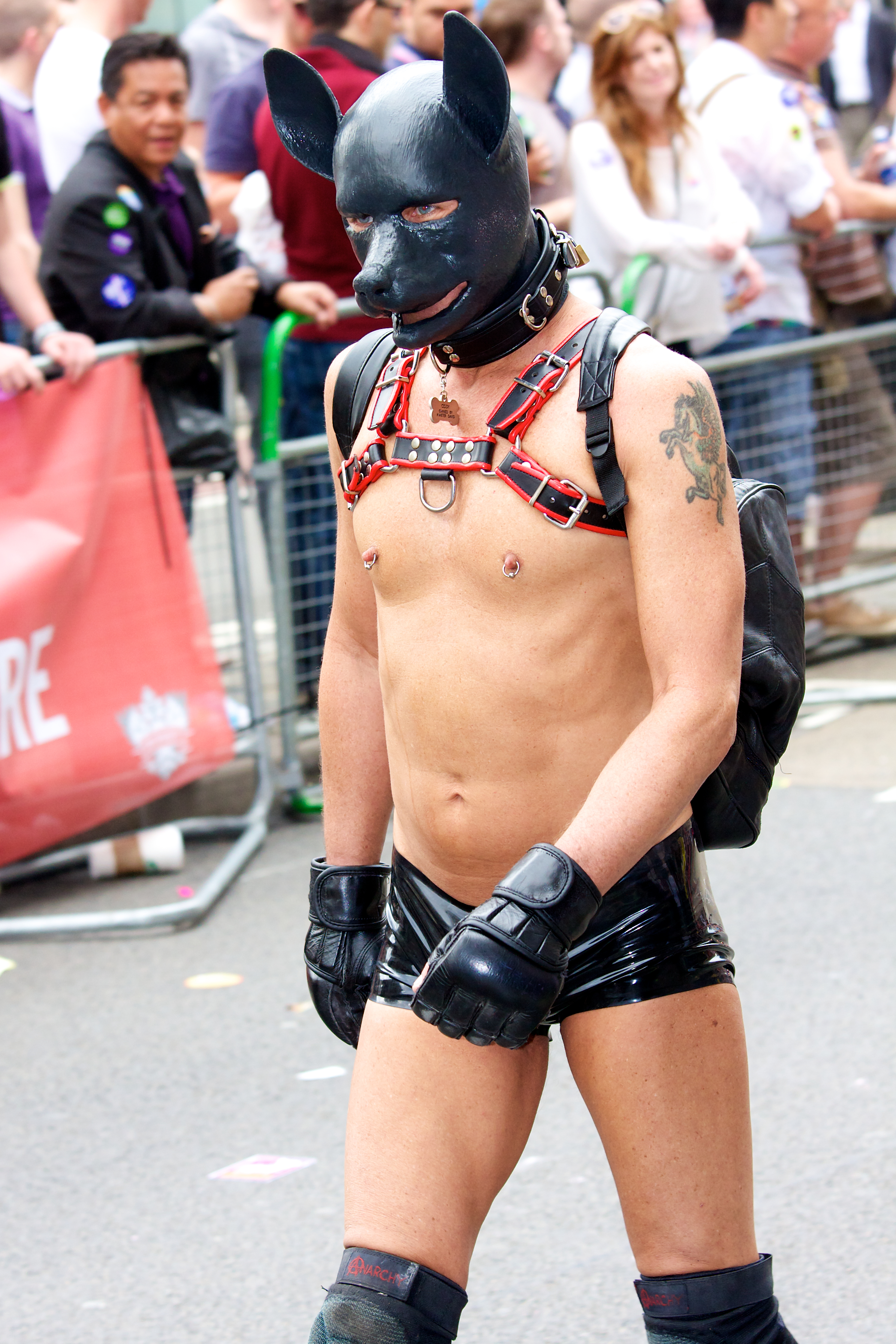
Чоловік у костюмі собаки на Прайд-параді, Лондон, 2011 рік

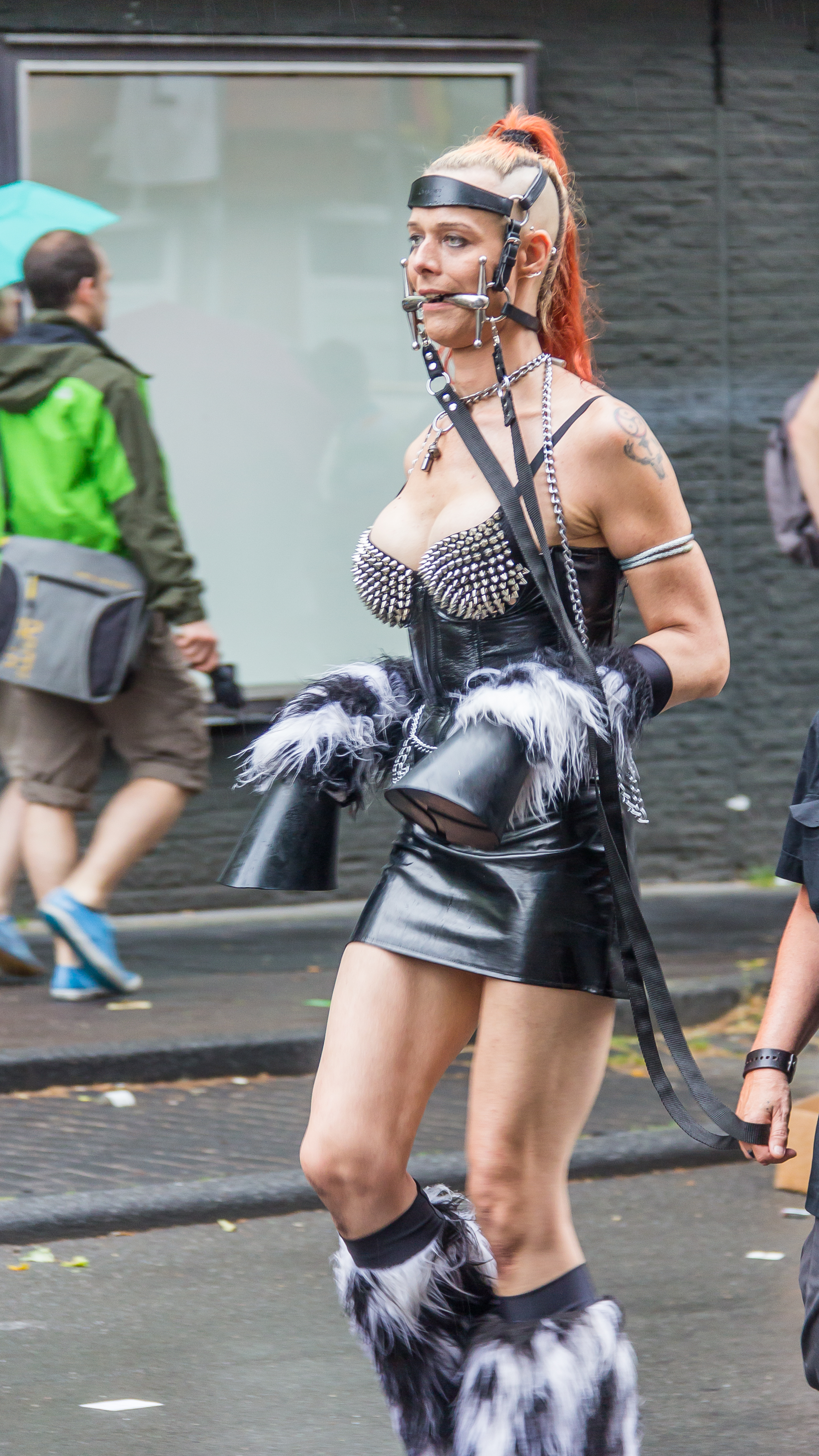
Жінка грає з поні на Кельнському прайді, 2014 рік

Як і більшість еротичних і рольових ігор, рольова гра у тварин в еротичному контексті або контексті стосунків повністю визначається людьми, які беруть участь, а також їхнім настроєм та інтересами під час гри. Це варіюється від простої імітації вокального «рикання» коня до гавкоту, дихання чи грайливого підштовхування цуценяти або грайливої поведінки кошеняти до повзання рачком і годування чи гладіння рукою. Крайніми прикладами є екстремальне одягання в модифіковану кінську підводу, маски, протези та тимчасові зв’язки на основі модифікації тіла (наприклад, прив’язування передпліч до плеч та/або литок до стегон).
Участь громадськості в рольовій грі у тварин різноманітна. Пара може непомітно розіграти публічну сцену, яка для випадкового спостерігача виглядатиме так, ніби один партнер просто гладить іншого по шиї. У випадку деяких фетишистів БДСМ один партнер може носити нашийник із прикріпленим повідцем.
Причини для гри такого персонажа чи тварини можуть бути такими ж різними, як і фізичні прояви та інтенсивність гри. Деякі люди насолоджуються можливістю «вивільнитися» в іншу або більш динамічну особистість. У деяких випадках ігри у домашніх тварин сприймаються як люблячі, тихі обійми, коли немає потреби у вербалізації, а простий акт погладжування, потирання та утримування іншого партнера сам по собі приносить задоволення або заспокоює тих, хто бере участь. Для інших у цьому може бути духовна сторона. Деякі відчувають себе ближчими до свого тотема тварини, тоді як інші можуть ототожнювати себе з чимось подібним до більш глибокої сторони або частини власної психіки (відомої як теріантропія). Для третіх є досвід налаштування обміну енергією в контексті чи структурі, яку вони можуть прийняти.
Деякі випадки можна вважати типом фантазії про перетворення на тварин. Вони можуть мати сильні елементи ексгібіціонізму, ними можна повністю насолоджуватися в усамітненні дому або лежати десь між кордонами. Незважаючи на те, що еротична рольова гра «людина-тварина» не набула широкого поширення, вона все ще подобається значній кількості людей. Однак її все ще ототожнюють переважно з практикою БДСМ. Хоча це зазвичай неправильно тлумачиться як пов’язане з фурі або іншим альтернативним способом життя, це загалом не так, хоча деякі випадки можуть існувати.
Для більшості учасників це не має жодного зв’язку зі зоофілією, яка є суперечливою та зазвичай розглядається як та, що порушує набір етичних норм (SSC) у БДСМ-колах.

### Інші міркування

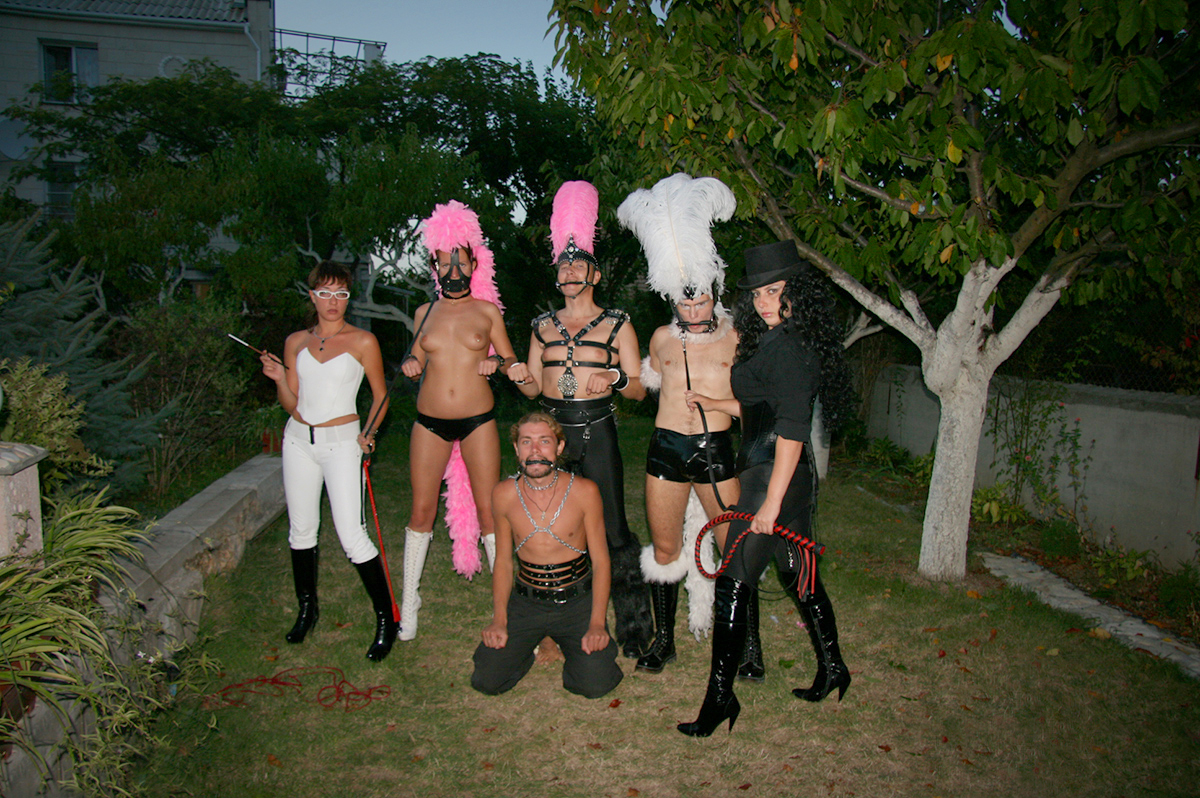
Виставка "PONYPLAY" в Севастополі, Крим

Кожен тип гри може зосереджуватися на певній «сильній стороні» характеру тварини. Гра у поні часто включає практику та тренування, якими власник коня чи дресирувальник навчив би свого коня ходити, галопувати тощо, з модифікованням людських кінцівок. Гра у цуценя і кошеням часто може включати дисципліну, пов’язану з БДСМ. Гра у корів часто включає фантазії про лактацію та запліднення. Звичайні межі безпечного, здорового розуму та згоди стосуються рольової гри так само, як і будь-якої іншої діяльності між людьми, які приймають і поважають інтереси та обмеження свого партнера. Для більшості це не включає зоофілію.
Примітка: те, що один партнер грає «домашню тварину», не обов’язково робить його пасивним або покірним партнером у грі.

### БДСМ сценарії
Деякі люди вірять, що у них є певні тваринні «інстинкти» і що вони можуть випустити їх за допомогою тваринної рольової гри. Це особливо вірно в БДСМ-спільнотах, де деякі люди «живуть» як обрана ними тварина 24/7. Цей тип менталітету виходить за рамки рольової гри та стає повноцінним стилем життя для сторін, які беруть участь. Є також «гібриди». Це люди, які живуть неповний робочий день, як один вид тварин, і неповний робочий день, як інший. Зазвичай це визначається ситуацією.
У контексті БДСМ люди беруть участь у рольових іграх у тварин, щоб створити міцніші емоційні зв’язки. Люди розвивають глибокі емоційні зв’язки зі своїми домашніми тваринами. Ігри з домашніми тваринами, особливо ігри з цуценятами та кошенятами, прагнуть створити такий самий глибокий емоційний зв’язок між власником/господарем і сабмісивом/домашнім вихованцем. Домінант може вимагати безумовної любові та слухняності, але також може навчити свого вихованця бути більш емоційно сприйнятливим і емпатійним. Це допомагає підлеглому почуватися безпечно та безпечно у стосунках.

## Гра в поні
У грі у поні принаймні один із учасників одягається так, щоб бути схожим на коня, приймає манери та характер. Люди, залучені до гри у поні, зазвичай діляться на три групи, хоча деякі братимуть участь у кількох категоріях:
- Поні-візники тягнуть тачанку зі своїм власником.
- Верхові поні їздять або на четвереньках, або на двох ногах, з «вершником» на плечах «поні» (також відоме як верхова їзда на плечах). Людська спина, як правило, недостатньо сильна, щоб витримати вагу іншої дорослої людини без ризику травми, тому чотирилапі «катання» загалом є символічним, коли «вершник» приймає більшу частину ваги на власні ноги.
- Виставкові поні демонструють свої навички виїздки і часто носять складну упряж, шлейфи тощо.

У 2003 році британський ігровий клуб De Ferre випустив документальний фільм Pony Passion, який показує діяльність клубу, а документальний фільм 2005 року Born in a Barn описує життя кількох ентузіастів гри в поні.
Гру з поні іноді називають «Арістотелівським збоченням», посилаючись на апокрифічну історію, де філософа Арістотеля переконали дозволити жінці Філліс їздити на ньому, як на коні, в обмін на секс: епізод, зображений на різних гравюрах на дереві та інші твори мистецтва.

## Гра у цуценят

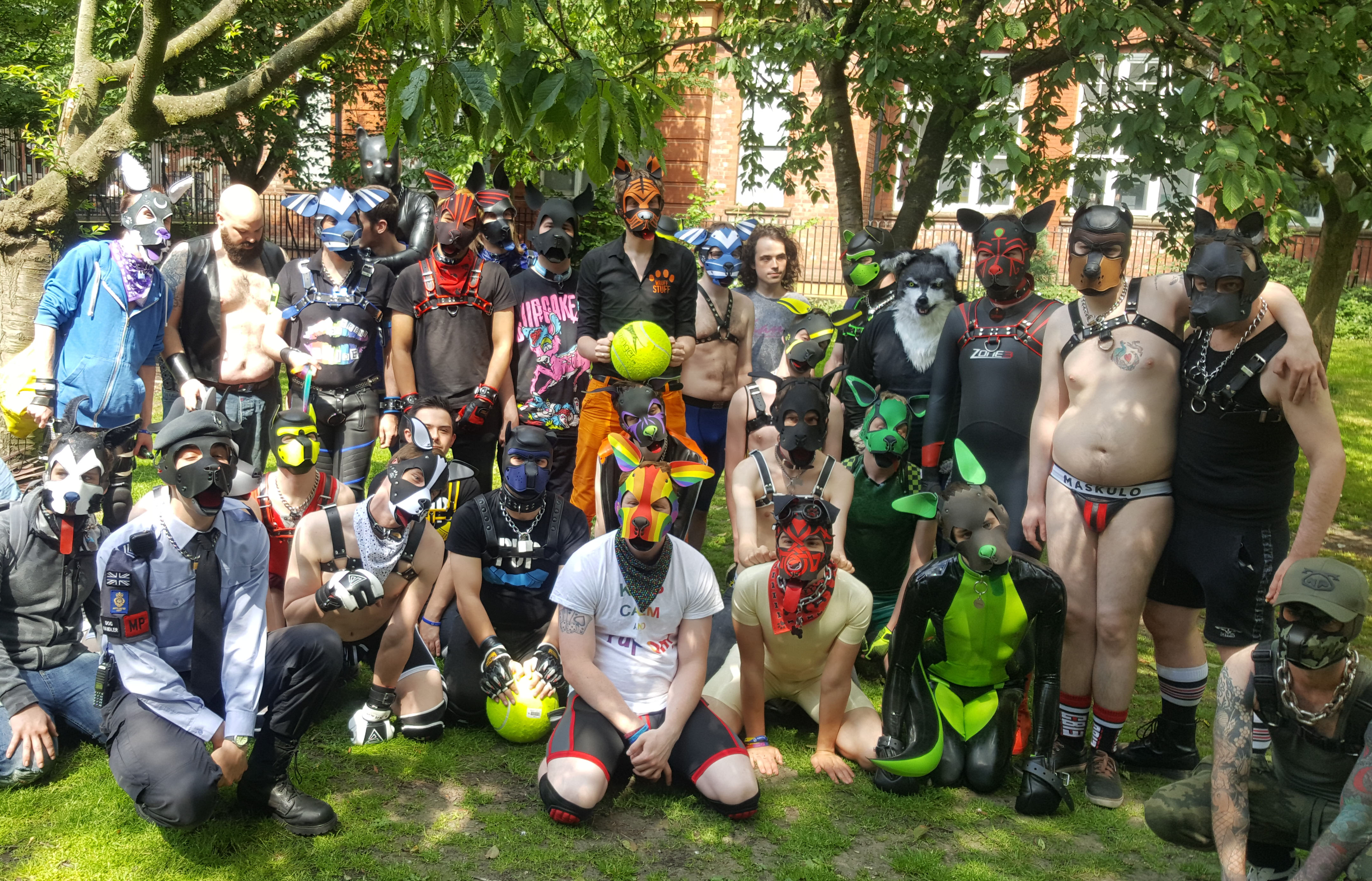
Група цуценят на світському заході

Згідно з Men's Health, гра в цуценя — це «форма консенсусної рольової гри для дорослих, популярної в гей-спільноті, де люди одягаються та втілюють риси собаки». Це не означає, що гра з цуценятами популярна лише в цій спільноті або існує лише там.
Під час гри в цуценят принаймні один із учасників демонструє собачі манери та поведінку. Якщо є домінуюча роль, її може взяти на себе «дресирувальник», «господар» або, у випадку з кимось, хто також ідентифікує себе як цуценя, «альфа». Не всі «цуценята» чи «собаки» є «альфами», деякі вважають себе «бета» чи «омега», і, як і в ієрархії собачого світу, «бета» може означати когось, хто має як домінантні, так і покірні або орієнтовані на обслуговування риси залежно від ситуації, де «омега» зазвичай вказує на більш покірну, пасивну, орієнтовану на обслуговування та грайливу природу. На відміну від інших форм рольової гри тварин, двоє або більше цуценят нерідко грають разом як рівні, можливо, борються за домінування або грають, де один явно «альфа».
Гра з цуценям часто полягає в грайливості, пустотливості, зухвалості та інстинктивності. Багато людських цуценят люблять спрощувати свої бажання та мотивацію, коли вони приймають ту сторону себе, яка діє виключно на основі інстинкту. Велика частина рольових ігор тварин відбувається в суспільстві. Група однодумців, які грають у домашніх тварин, збиратиметься на заходах, спеціально організованих для соціальних ігор у домашніх тварин. Наприклад, під час ігор у цуценятами, які відбуваються по всьому світу, людські цуценята поводитимуться як біоцуценята, відпочиваючи, граючи в принос і спілкуючись із людьми, які працюють із ними.
Стосовно інших ігор БДСМ, «цуценя» «без власності» або «без ошийника», можна назвати «бродячим». Елементи, що вкорінені в іграх БДСМ, включають зв’язування та обмеження за допомогою нашийників, повідків, наколінників (для захисту колін), ременів, гумових костюмів, капюшонів (не обов’язкових, але іноді допомагають самоідентифікації) та рукавиць (для захисту рук, а також обмеження використання пальців). Як сексуальні, так і несексуальні послуги — це варіанти, які виникають у сцені, і їх слід обговорити учасниками (щеня/хазяїн, бета/альфа тощо) заздалегідь, щоб очікування не були неправильно витлумачені. «Навчання» може відбуватися за допомогою команд або трюків, якщо обоє бажають такої взаємодії.
Групи, які беруть участь у іграх із цуценятами, включають Pup Pride Australia, яка з 2015 року бере участь у Марді Гра в Сіднеї для геїв і лесбійок і знялася в австралійському телевізійному документальному фільмі, який транслювала Спеціальна служба телемовлення.

## Гра у кошенят

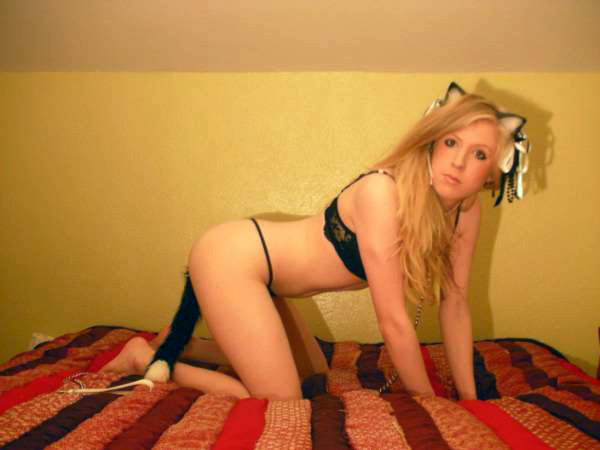
Жінка в костюмі кошеняти

У грі в кошенят людина одягається так, щоб бути схожою на кошеня чи кота, і приймає манери та характер кошеняти чи кота. Характерною рисою яких є збереження певної незалежності і, як частина фантазії, може мститися партнеру, який намагається приручити/дресирувати. Деякі можуть бути навчені робити трюки, наприклад приносити іграшки, просити або гуляти. Як і в іграх із цуценям, «кошеня» чи «кішка», які не мають власності чи нашийника, можуть називатися «бродячими».

## Зовнішні посилання
- Введення у гру в щенят в словнику БДСМ
- Введення в Pet Play